# Leptoconops gallicus
Leptoconops gallicus är en tvåvingeart som beskrevs av Clastrier 1973. Leptoconops gallicus ingår i släktet Leptoconops och familjen svidknott.
Artens utbredningsområde är Frankrike. Inga underarter finns listade i Catalogue of Life.